# 名古屋市道山王線

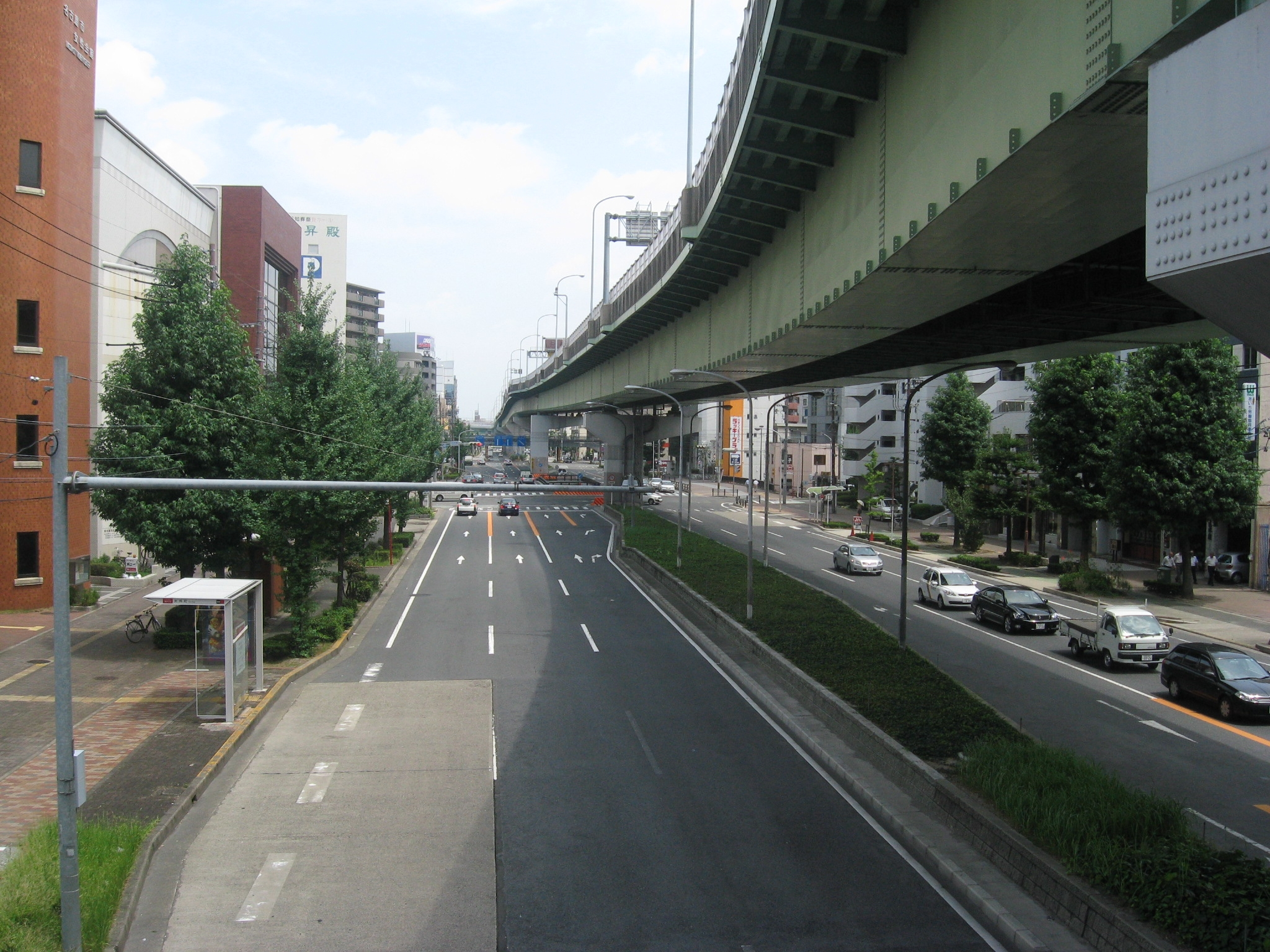
地下鉄東別院駅付近

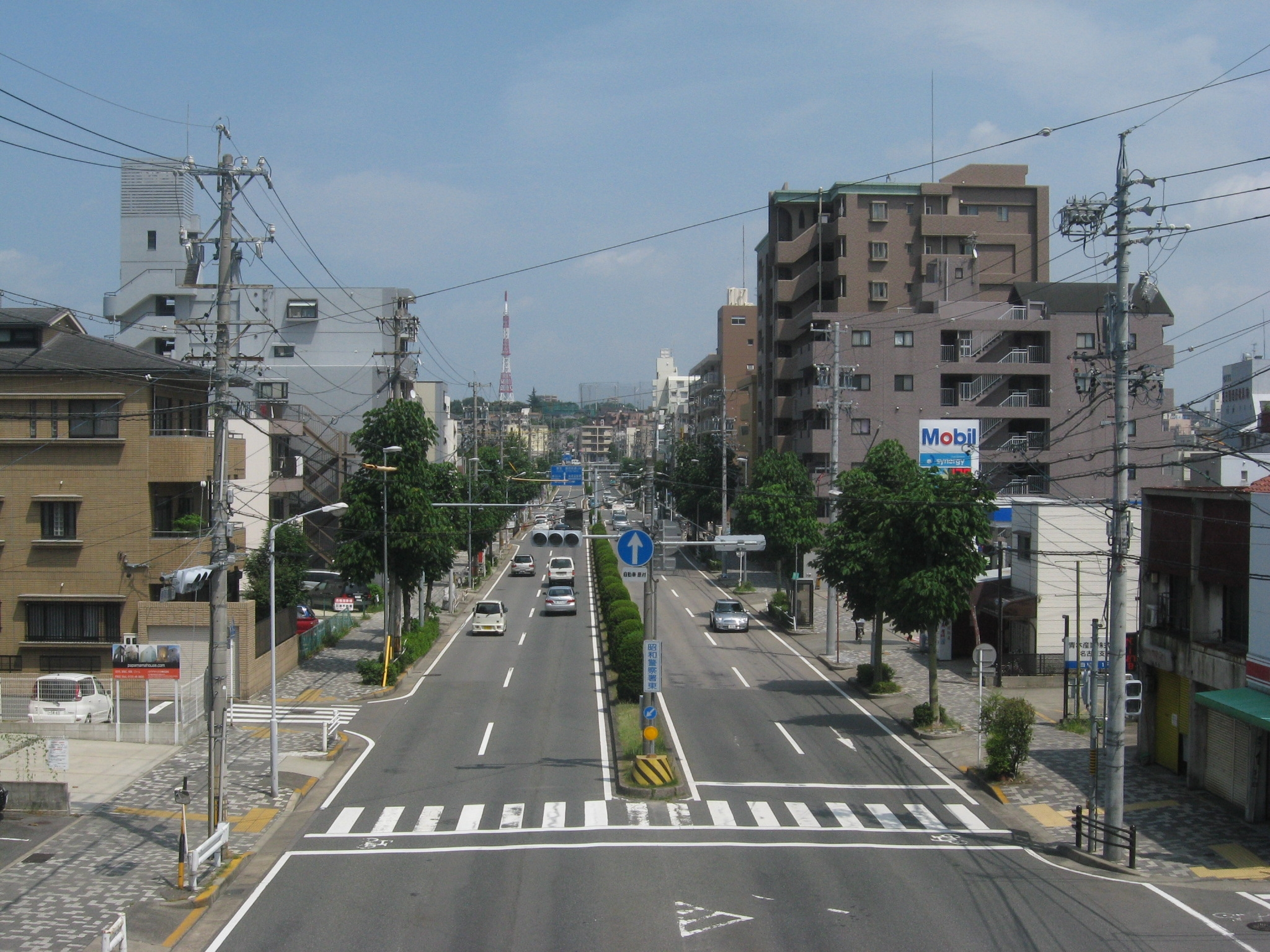
終点付近（昭和警察署前交差点）

名古屋市道山王線（なごやしどうさんのうせん）は、名古屋市中村区の下広井町交差点から同市昭和区の山中交差点までを結ぶ、主要地方道たる名古屋市の市道・都市計画道路である。路線の大部分について、名古屋市により「山王通」が愛称として制定されている。

## 概要
正式な路線名「名古屋市道山王線」とは別に、路線の大部分、山王駅東交差点 - 山中交差点間が道路愛称「山王通」として制定されている。この名は、1984年（昭和59年）に名古屋市が市内の道路の愛称を公募し制定した際のものである。また、下広井町交差点 - 山王駅東交差点間については、同様に「名駅通」として制定されている。
国道や県道ではないものの、全線にわたって片側2車線であり、比較的交通量が多い。東郊通2丁目交差点から山王橋交差点までは名古屋高速都心環状線の高架が通り、荒畑付近から終点までは地下を名古屋市営地下鉄鶴舞線が通っている。
交通誘導警備業務の際に、1級または2級の検定合格者の配置が義務付けられている、愛知県公安委員会指定道路に指定されている。
この路線は名古屋市中心部の南側を東西に貫く道路であり、細かい起伏が多いが、東端の昭和区の山中交差点付近では東山（八事）丘陵の端にあたり、割と急な勾配になっている。

## 接続する道路
- 名駅通（下広井町交差点 - 山王駅東交差点）
- 名古屋市道江川線（山王橋交差点）
- 国道19号（伏見通）（古渡町交差点）
- 名古屋高速都心環状線 東別院入口
- 大津通（東別院交差点）
- 前津通
- 名古屋市道堀田高岳線（空港線）（東郊通2交差点）
- 名古屋市道名古屋環状線（御器所通交差点）
- 愛知県道30号関田名古屋線（川名交差点）
- 国道153号（飯田街道）（山中交差点）

## 沿線
- 名鉄名古屋本線 山王駅
- メーテレ（名古屋テレビ放送）
- 名古屋市営地下鉄名城線 東別院駅
- 名古屋市営地下鉄桜通線 御器所駅
- 名古屋市営地下鉄鶴舞線 荒畑駅、御器所駅、川名駅
- 昭和区役所
- 愛知県警察 昭和警察署

## 別名
- 御器所通（名古屋市昭和区）
- 広路通（名古屋市昭和区）